# Le ali notturne
Le ali notturne è uno dei più famosi racconti del ciclo di Solomon Kane di Robert Ervin Howard, ispirato dalla figura mitologica delle Arpie.
Apparve per la prima volta nel luglio 1932 su Weird Tales, con il titolo di Wings in the Night.

## Trama
Prosegue in questo racconto il viaggio in terra d'Africa di Solomon Kane che da giorni sta cercando di sfuggire all'inseguimento di una tribù di cannibali e si aspetta un attacco da un momento all'altro. 
Quando finalmente l'attacco viene sferrato, con sorpresa di Kane è portato da un solo uomo. La lotta viene interrotta dall'aggressione di una strana creatura, un essere alato antropomorfo, che uccide l'avversario di Kane. In seguito anch'egli viene aggredito da uno di questi straordinari esseri che lo solleva da terra con formidabili artigli: una feroce lotta avviene nell'aria finché Solomon Kane riesce a pugnalarlo a morte e, con il cadavere dell'essere, precipita a terra.
Ridestatosi, apprende di essere stato raccolto e curato da una tribù della zona che lo considera una divinità per aver sconfitto la creatura. Il capo degli indigeni gli spiega che le creature, per placare la loro fame, richiedono periodicamente alla tribù un fanciullo da sacrificare ma che ora che Kane è con loro non li temeranno più. Le creature, sfidate, attaccano il villaggio in una scena di lotta, sangue e morte, realisticamente dipinta da Howard, con Kane disperato, titanico, che fa strage di creature alate ma che non riesce ad evitare la distruzione di tutto il villaggio e la fuga degli esseri, ormai sazie e sinistramente sghignazzanti.
Fortemente preso dai sensi di colpa e dal suo superiore senso di giustizia - tipico del puritano Kane, che si sente uno strumento divino contro le ingiustizie del demonio - architetta un piano per vendicare le vittime ed eliminare i diabolici esseri: costruisce una trappola, una falsa capanna, grande, al cui interno mette della carne fresca, come esca.  Le creature, attirate dentro, vengono bruciate vive dallo stesso Kane che ride di loro al di fuori, con il sottofondo delle loro urla strazianti. 
Il racconto termina con un angoscioso interrogativo sulla storia del mondo, sull'origine e sul destino dell'uomo.

## Traduzioni italiane
- Robert Ervin Howard,  Le ali notturne, Il fantastico economico classico n. 44, Newton&Compton
- Robert Ervin Howard, Tutti i cicli fantastici vol. IV, (ISBN 887983875X), Newton&Compton, 1995